# Bembidion chalceum
Bembidion chalceum är en skalbaggsart som beskrevs av Pierre François Marie Auguste Dejean. Bembidion chalceum ingår i släktet Bembidion och familjen jordlöpare. Inga underarter finns listade i Catalogue of Life.